# أغلوسا ثامي
أغلوسا ثامي هو نوعٌ من عثة الخطم من جنس أغلوسا. وَصفه باتريس ليروت في عام 2003 وهو مستوطن بِالمغرب.
 